# ドーラ・E・スクーンメーカー
ドーラ・E・スクーンメーカー（Dora E. Schoonmaker、1851年11月14日 - 1934年12月5日）は、アメリカ合衆国のメソジスト派の伝道師であり、麻布新堀町にあった「女子小学校」（青山学院大学の源流の一つ）設立者。

## 人物
1851年、ニューヨーク州アルスター郡オリーブ町でジェイコブ(Jacob)とペイシェンス(Patience)の娘として生まれる。
当初は、イリノイ州モリス市において公立学校の教師をしていた。しかし、外国への伝道を志し、メソジスト監督派教会女性海外伝道協会から、1874年10月28日に日本に派遣される（23歳）。彼女は、女性の宣教師としては日本初である。同年、青山学院の最も古い源流であり、明治期の女子教育の開拓的学校である「女子小学校」を麻布本村町の岡田平蔵邸に開設し、帰国するまで校長を務める。同校は、キリスト教批判などの影響から「救世学校」「海岸女学校」と名前を変えることを強いられるが、後年に青山学院へと発展する。
1879年11月3日、5年の任期を終えアメリカへ帰国。ヘンリー・マーティン・ソーパー（Henry Martin Soper、ジュリアス・ソーパーとは別人）と結婚し、息子のデュアン（Duane）が生まれる。
その直後に海岸女学校の校舎が焼失した際には、復興のための募金集めに巡行し、再建に尽力した。
1911年に夫を亡くした後ロサンゼルスに移り、1934年逝去。墓所はカリフォルニア州ロサンゼルス市ボイルハイツ（Boyle Heights）にあるオッドフェローズ墓地（Odd Fellows Cemetery：3640 Whittier Blvd., Los Angeles, California）。

## 石碑
彼女の功績を記念して、現在、青山キャンパスのベリーホール前に石碑が建てられている。